# Henri-Narcisse Dransart
Henri-Narcisse Dransart, né le 16 août 1847 à Somain (Nord) et mort le 16 juillet 1930, est un médecin ophtalmologue, spécialiste de la cure chirurgicale de la cataracte et fondateur  de l'Institut ophtalmique de Somain, en 1874.

## Biographie
Henri-Narcisse Dransart est le fils d'Henri Joseph Dransart et Adélaïde Stéphanie Lesens.
Henri Narcisse fréquente l'école privée de son oncle Louis Hyacinthe Lesens, dès son ouverture à Somain. Après ses études primaires, il fréquente très vite le collège universitaire de Tourcoing. Puis il commence des études à l'école de médecine de Lille dont il est le lauréat deux années consécutives, 1867 et 1868. De Lille, il part pour Paris pour parfaire ses connaissances. Il devient externe puis interne  des Hôpitaux de Paris avant de venir chef de clinique ophtamologique. Il s'est spécialisé dans la médecine oculaire et va désormais se documenter de plus en plus dans cette discipline. Il commence à écrire thèses et traités dans cette branche bien particulière, dès 1872, et ne cessera de publier un grand nombre de travaux soit en volumes soit dans les recueils de sociétés savantes. Il termine ses études en 1878.
Conseiller général du Nord du canton de Marchiennes à partir du 31 juillet 1898 durant 12 ans, conseiller municipal pendant 34 ans .
Il meurt le 16 juillet 1930 à l'âge de 82 ans. Il est enterré au cimetière de Somain, près de l'entrée principale.

## Condamnations
Pour avoir caché des militaires français, le Docteur Dransart est condamné, sur dénonciation, à neuf mois de prison du 20 août 1914, mais n'est libéré que le 10 novembre 1915 et à 3000 marks pour automobiles cachées.

## Hommages et distinctions
- 1871: médaille de la Croix-Rouge
- 1921: Chevalier de la légion d'honneur[5] (décret du 7 mai 1921)
- son nom est donné à une avenue de Somain, renommée par la suite avenue Bettine

## L'Institut ophtalmique de Somain

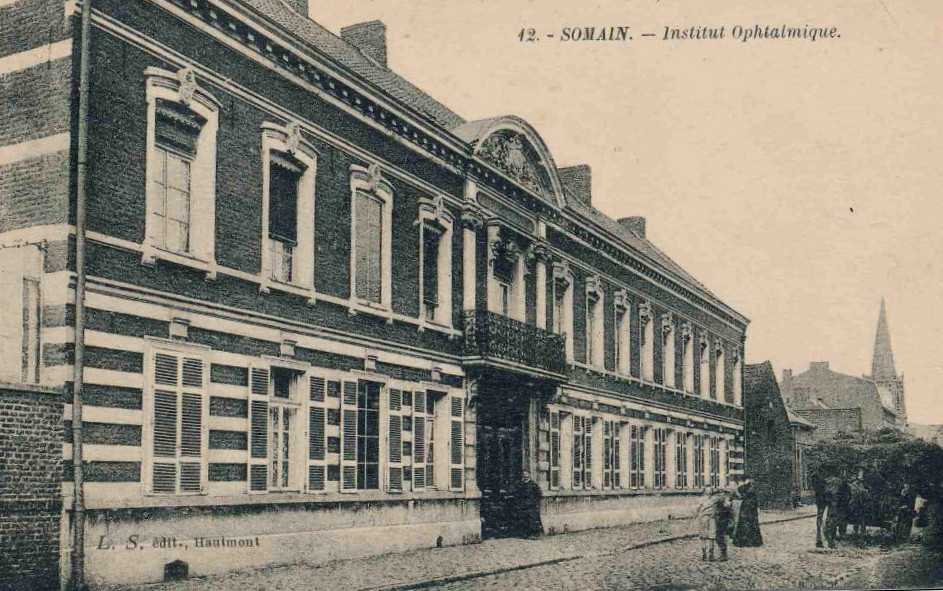
L'institut ophtalmique
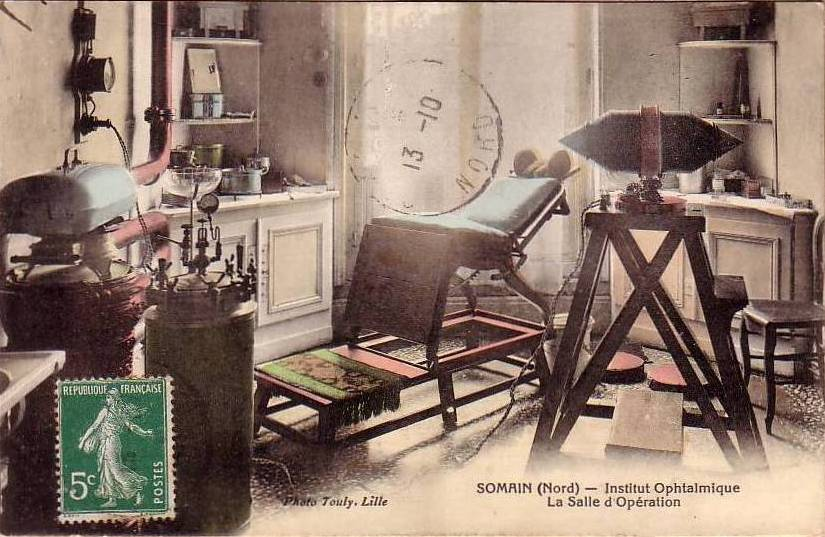
La salle d'opération
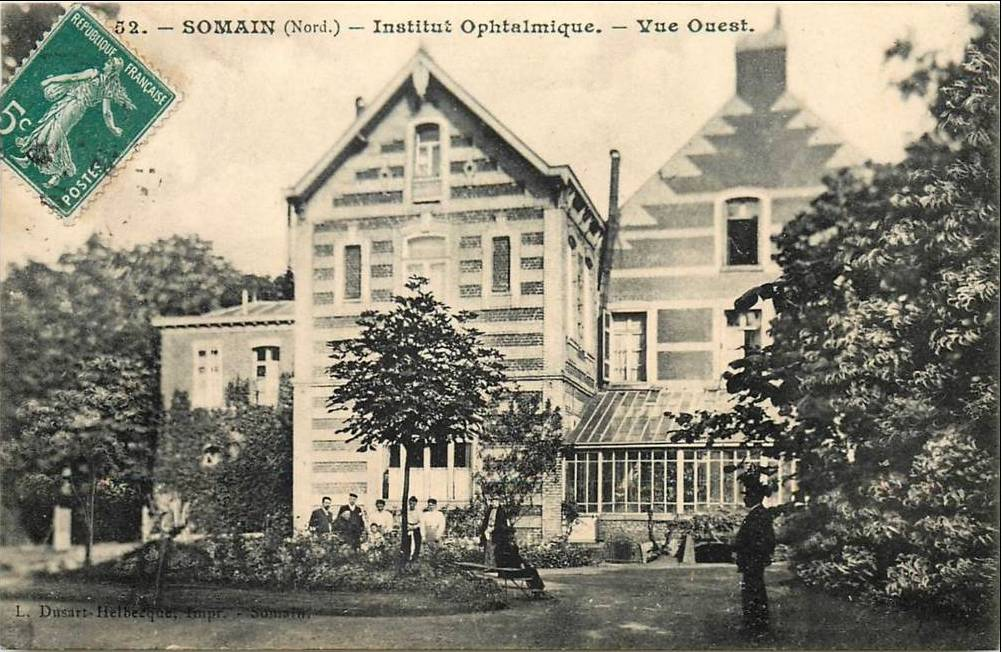
Vue ouest
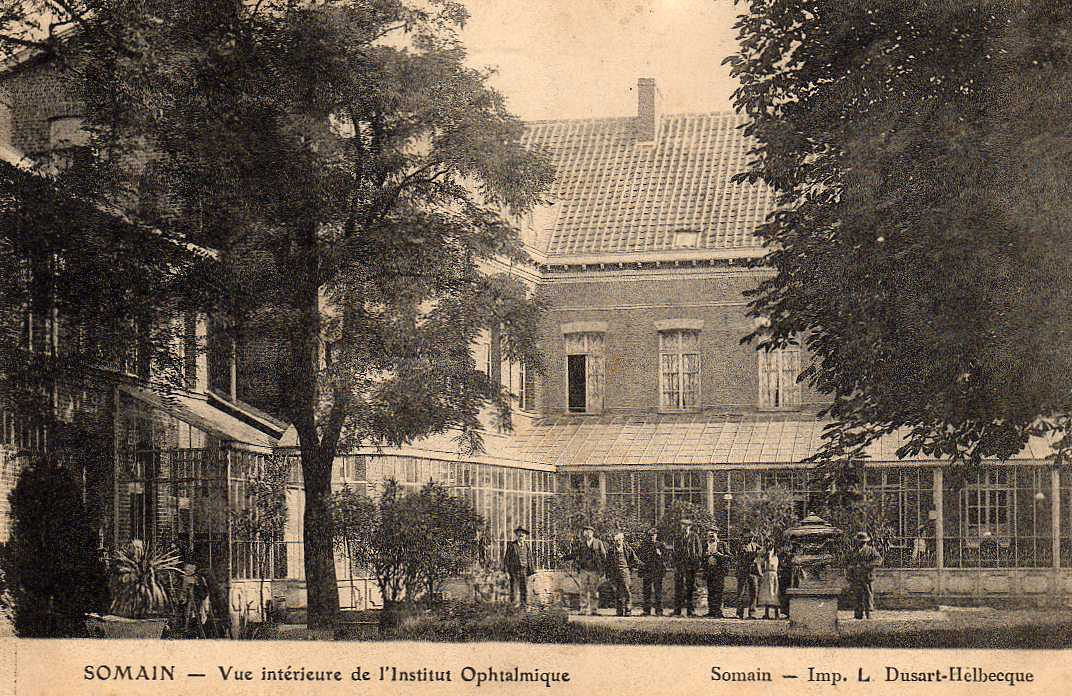
En 1905
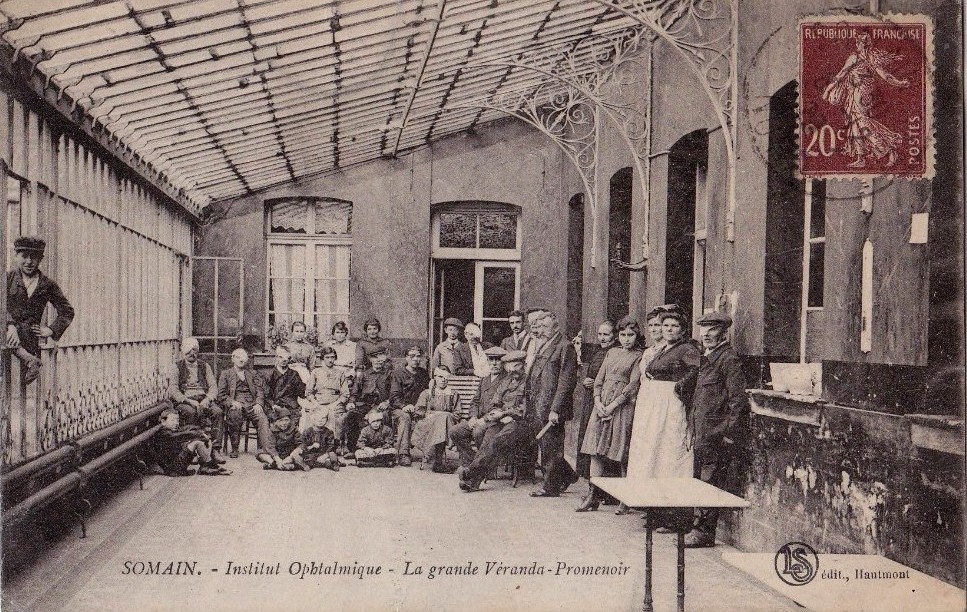
La véranda
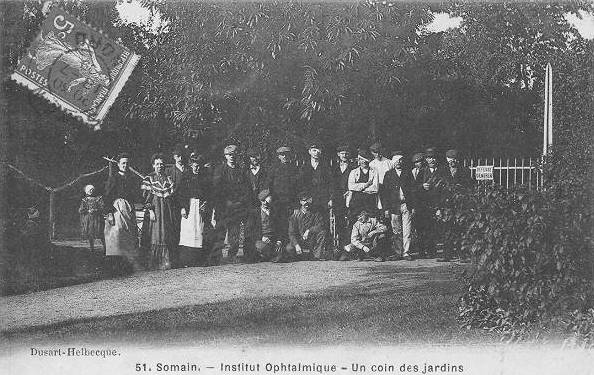
Le Jardin

## Œuvres et publications
- Henri Narcisse Dransart, Documents pour servir à l'histoire des affections sympathiques de l'œil : formes papillaires, étiologie, traitement, Coccoz, 1873 (lire en ligne)
- Henri Narcisse Dransart, Des ophthalmies lacrymales., 1873
- Henri Narcisse Dransart, Considérations cliniques et pathogéniques sur les rapports pathologiques entre l'œil et l'oreille
- Henri Narcisse Dransart, Opération du blépharophimosis, procédé spécial, 1875 (lire en ligne)
- Dransart, Henri-Narcisse (Dr), « Troisième contribution au traitement de la myopie progressive par l'iridectomie et la sclérotomie, par le Dr Dransart,... », Europeana (consulté le 17 avril 2015)
- Dransart, Henri-Narcisse (Dr), « Documents pour servir à l'histoire des affections sympathiques de l'œil : formes papillaires, étiologie, traitement / par Henri-Narcisse Dransart,... », Europeana (consulté le 17 avril 2015)
- Dransart, Henri-Narcisse (Dr), « Contribution à l'anatomie et à la physiologie pathologiques des tumeurs urineuses et des abcès urineux, par Henri-Narcisse Dransart,... », Europeana (consulté le 17 avril 2015)
- Dransart, Henri-Narcisse (Dr), « Étude sur la genèse des fonctions visuelles basée sur la guérison d'un aveugle de naissance de 19 ans atteint de cataracte congénitale, par le Dr H.-N. Dransart,... », Europeana (consulté le 17 avril 2015)
- Dransart, Henri-Narcisse (Dr), « De la myopie scolaire : nouvelle méthode de traitement de la myopie progressive / par le Dr H.-N. Dransart,... », Europeana (consulté le 17 avril 2015)
- Dransart, Henri-Narcisse (Dr), « 1°Traitement du décollement de la rétine et de la myopie progressive par l'iridectomie, la sclérotomie et la pilocarpine. 2°Rapports cliniques et pathogéniques entre le décollement de la rétine, la myopie et le glaucome », Europeana (consulté le 17 avril 2015)
- Dransart, Henri-Narcisse (Dr), « Opération du blépharophimosis, procédé spécial », Europeana (consulté le 17 avril 2015)
- Henri Narcisse Dransart, Troisième contribution au traitement de la myopie progressive par l'iridectomie et la sclérotomie,, G. Steinheil ((Paris,)) (lire en ligne)
- Henri Narcisse Dransart, Contribution à l'étude du mystagmus des mineurs, 1908
- Henri Narcisse Dransart, Notice historique sur les précurseurs de l'antisepsie chirurgicale pastorienne, Alphonse Guérin et Maisonneuve, 1897
- Henri Narcisse Dransart, Journal d'oculistique du Nord de la France... 1re -5e année, 1898
- Henri Narcisse Dransart, Notes sur le traitement médical abortif de la cataracte commençante, 1912
- Henri Narcisse Dransart, Quelques aperçus historiques sur les suites de la guerre à Somain 1914 à 1921. Œuvre de défense familiale et sociale. Quelques figures bolchevistes, par le docteur H. N. Dransart, ancien interne des hôpitaux de Paris, ancien aide-major, blessé, médaillé de la Croix-Rouge 1870, président de la Croix-Rouge 1914 C Somain, fondateur et directeur de l'ambulance de l'Institut ophtalmique à Somain, ancien conseiller général du Nord,, 1921
- Henri Narcisse Dransart, Sur le nystagmus des mineurs dans le bassin houiller du Nord de la France pendant les années 1908 et 1909... Communication... à la Société belge d'ophtalmologie le 25 septembre 1910, 1911